# العلاقات الأسترالية الأيرلندية
العلاقات الأسترالية الأيرلندية هي العلاقات الثنائية التي تجمع بين أستراليا وجمهورية أيرلندا.

## مقارنة بين البلدين
هذه مقارنة عامة ومرجعية للدولتين:
| وجه المقارنة                                              | أستراليا                                   | جمهورية أيرلندا                                       |
| --------------------------------------------------------- | ------------------------------------------ | ----------------------------------------------------- |
| المساحة (كم2)                                             | 7.69 مليون                                 | 70.27 ألف                                             |
| عدد السكان (نسمة)                                         | 24.51 مليون                                | 4.76 مليون                                            |
| الكثافة السكانية (ن./كم²)                                 | 3.19                                       | 67.74                                                 |
| العاصمة                                                   | كانبرا، ملبورن                             | دبلن                                                  |
| اللغة الرسمية                                             | لغة إنجليزية                               | اللغة الأيرلندية، لغة إنجليزية، الإنجليزية الأيرلندية |
| العملة                                                    | دولار أسترالي، جنيه إسترليني، جنيه أسترالي | جنيه أيرلندي، يورو، عملات اليورو الأيرلندية           |
| الناتج المحلي الإجمالي (بليون دولار)                      | 1.32 تريليون                               | 333.73 مليار                                          |
| الناتج المحلي الإجمالي (تعادل القوة الشرائية) بليون دولار | 1.10 تريليون                               | 318.16 مليار                                          |
| الناتج المحلي الإجمالي الاسمي للفرد دولار أمريكي          | 56.31 ألف                                  | 61.13 ألف                                             |
| الناتج المحلي الإجمالي للفرد دولار أمريكي                 | 45.92 ألف                                  |                                                       |
| مؤشر التنمية البشرية                                      | 0.939                                      | 0.916                                                 |
| رمز المكالمات الدولي                                      | +61                                        | +353                                                  |
| رمز الإنترنت                                              | .au                                        | .ie                                                   |
| المنطقة الزمنية                                           |                                            | 00، ت ع م+01:00، أوروبا/دبلن ‏                         |

## مدن متوأمة
في ما يلي قائمة باتفاقيات التوأمة بين مدن أسترالية وأيرلندية:
- ترتبط ليزمور مع Lismore, County Waterford [الإنجليزية]‏ باتفاقية توأمة.

## منظمات دولية مشتركة
يشترك البلدان في عضوية مجموعة من المنظمات الدولية، منها:
| علم المنظمة | اسم المنظمة                               | تاريخ انضمام أستراليا | تاريخ انضمام جمهورية أيرلندا |
| ----------- | ----------------------------------------- | --------------------- | ---------------------------- |
|             | الاتحاد البريدي العالمي                   | ?                     | ?                            |
|             | بنك التنمية الآسيوي                       | 1966                  | 2006                         |
|             | يونسكو                                    | 4 نوفمبر 1946         | 3 أكتوبر 1961                |
|             | البنك الدولي للإنشاء والتعمير             | 5 أغسطس 1947          | 8 أغسطس 1957                 |
|             | الوكالة الدولية للطاقة                    | ?                     | ?                            |
|             | نظام تحكم تكنولوجيا القذائف               | 1990                  | 1992                         |
|             | منظمة الشرطة الجنائية الدولية             | ?                     | ?                            |
|             | الأمم المتحدة                             | 1 نوفمبر 1945         | 14 ديسمبر 1955               |
|             | مؤسسة التنمية الدولية                     | 24 سبتمبر 1960        | 22 ديسمبر 1960               |
|             | المنظمة الهيدروغرافية الدولية             | ?                     | ?                            |
|             | منظمة التجارة العالمية                    | ?                     | ?                            |
|             | وكالة ضمان الاستثمار متعدد الأطراف        | 10 فبراير 1999        | 27 أكتوبر 1989               |
|             | منظمة التعاون الاقتصادي والتنمية          | ?                     | ?                            |
|             | مجموعة أستراليا                           | 1985                  | 1985                         |
|             | الاتحاد الدولي للاتصالات                  | 27 مايو 1878          | 8 ديسمبر 1923                |
|             | مؤسسة التمويل الدولية                     | 20 يوليو 1956         | 11 سبتمبر 1958               |
|             | مجموعة الموردين النوويين                  | ?                     | ?                            |
|             | الفريق المعني برصد الأرض                  | ?                     | ?                            |
|             | منظمة حظر الأسلحة الكيميائية              | ?                     | ?                            |
|             | المركز الدولي لتسوية المنازعات الاستشارية | 1 يونيو 1991          | 7 مايو 1981                  |

## أعلام
هذه قائمة لبعض الشخصيات التي تربطها علاقات بالبلدين:
- إيجي أزيليا (7 يونيو 1990[31] – )
- إيرول فلين (ممثل أسترالي، 20 يونيو 1909[32][33][34] – 14 أكتوبر 1959[32][33][34])
- تيم كاهيل (لاعب كرة قدم أسترالي، 6 ديسمبر 1979[35] – )
- جوليا غيلارد (29 سبتمبر 1961[36][37] – )
- جيوفري راش (6 يوليو 1951[38][39][40] – )
- راسل كرو (ممثل أسترالي ومنتج أفلام وموسيقي، 7 أبريل 1964[41][42][43] – )
- روبرت مردوخ (11 مارس 1931[44][45][46] – )
- ستيف إروين (ناشط بيئي أسترالي، 22 فبراير 1962[47][48] – 4 سبتمبر 2006[47][48])
- كايلي مينوغ (مغنية وممثلة أسترالية، 28 مايو 1968[49][50][51] – )
- كريس هيمسوورث (ممثل أسترالي، 11 أغسطس 1983[52] – )
- كيفن رود (21 سبتمبر 1957[53][54] – )
- ليام هيمسورث (ممثل أسترالي، 13 يناير 1990[55] – )
- ليزا جيرارد (12 أبريل 1961[56][57][58] – )
- نيكول كيدمان (ممثلة أسترالية-أمريكية ومنتجة أفلام، 20 يونيو 1967[59][60][61] – )
- هيث ليدجر (ممثل أسترالي، 4 أبريل 1979[62][63][64] – 22 يناير 2008[62][63][64])

## وصلات خارجية
- موقع وزارة الخارجية الأسترالية